# Malgesso
Malgesso är en ort och frazione i kommunen Bardello con Malgesso e Bregano i provinsen Varese i regionen Lombardiet i Italien. 
Malgesso var en kommun fram till 31 december 2022 när den uppgick i den nya kommen Bardello con Malgesso e Bregano tillsammans med kommunerna  Bardello och Bregano. Kommunen Malgesso hade 1 210 invånare (2022) på en yta av 2,77 km².